# NGC 4487
NGC 4487 (również PGC 41399) – galaktyka spiralna z poprzeczką (SBc), znajdująca się w gwiazdozbiorze Panny. Odkrył ją William Herschel 23 marca 1789 roku.
W galaktyce tej zaobserwowano supernową SN 2009N.